# Jason Clark (basketballer)
Jason D'Martez Clark (Arlington County, 16 januari 1990) is een Amerikaans basketballer.

## Carrière
Clark speelde collegebasketbal voor de Georgetown Hoyas van 2008 tot 2012. In 2012 werd hij niet gekozen in de NBA draft maar speelde wel in de NBA Summer League voor de Miami Heat. In 2012 tekende hij een contract bij de Okapi Aalstar waar hij een seizoen speelde. Het seizoen erop speelde hij voor reeksgenoot Spirou Charleroi. Voor het seizoen 2014/15 tekende hij bij BG Göttingen in de Duitse competitie. In oktober 2014 verliet hij de club en keerde terug naar Aalst waar hij de blessure van Rotnei Clarke moest opvangen.
Hetzelfde jaar tekende hij nog bij Ankara DSİ waar hij bleef spelen tot in 2016. In 2016 keerde hij terug naar de Belgische competitie bij de Antwerp Giants en speelde er twee jaar. Hij werd er in 2017 verkozen tot Most valuable player van het jaar. Hij speelde het seizoen 2018/19 in de Duitse eerste klasse bij Skyliners Frankfurt. Het seizoen erop speelde hij bij de Italiaanse eersteklasser Pallacanestro Varese. Het seizoen 2020/21 speelde hij bij het Wit-Russische BK Tsmoki-Minsk dat hij in februari 2022 verliet.
Hij maakte het seizoen 2021/22 rond bij Pallacanestro Trieste in de Italiaanse eerste klasse. Het seizoen erop tekende hij bij de Italiaanse tweedeklasser Blu Basket 1971. Voor het seizoen 2023/24 tekende hij opnieuw in de Italiaanse tweede klasse ditmaal bij Amici Pallacanestro Udinese.

## Erelijst
- Belgische competitie MVP: 2017
- Belgisch supercup winnaar: 2016
- Wit-Russische bekerwinnaar: 2021
- Wit-Russische basketbalbeker MVP: 2021